# Sci alpino ai Giochi paralimpici
Lo Sci alpino ai Giochi paralimpici invernali fa parte del programma sin dalla prima edizione di Örnsköldsvik 1976.

## Discipline
Ai Giochi paralimpici vengono assegnati in tutto 30 titoli (15 maschili ed altrettanti femminili), in ognuna delle 5 discipline classiche dello sci alpino paralimpico e per le tre categorie ("in piedi", "seduti", "ipo e non vedenti").
- Slalom speciale
- Slalom gigante
- SuperG
- Discesa libera
- Supercombinata

## Medagliere
| Posizione | Paese          |     |     |     | Totale |
| --------- | -------------- | --- | --- | --- | ------ |
| 1         | Stati Uniti    | 89  | 88  | 60  | 237    |
| 2         | Austria        | 88  | 82  | 83  | 253    |
| 3         | Germania       | 46  | 30  | 34  | 110    |
| 4         | Svizzera       | 41  | 39  | 24  | 104    |
| 5         | Francia        | 30  | 33  | 30  | 92     |
| 6         | Germania Ovest | 25  | 20  | 22  | 67     |
| 7         | Canada         | 21  | 35  | 35  | 91     |
| 8         | Nuova Zelanda  | 15  | 5   | 7   | 27     |
| 9         | Spagna         | 14  | 12  | 9   | 35     |
| 10        | Australia      | 11  | 6   | 11  | 28     |
| 11        | Svezia         | 10  | 12  | 9   | 31     |
| 12        | Italia         | 8   | 16  | 29  | 44     |
| 13        | Slovacchia     | 6   | 12  | 15  | 33     |
| 14        | Norvegia       | 6   | 4   | 2   | 12     |
| 15        | Rep. Ceca      | 5   | 5   | 5   | 15     |
| 16        | Giappone       | 4   | 10  | 16  | 30     |
| 17        | Cecoslovacchia | 3   | 4   | 1   | 8      |
| 18        | Russia         | 2   | 0   | 3   | 5      |
| 19        | Regno Unito    | 0   | 1   | 9   | 10     |
| 29        | Danimarca      | 0   | 1   | 0   | 1      |
|           | Corea del Sud  | 0   | 1   | 0   | 1      |
| 31        | Polonia        | 0   | 0   | 7   | 7      |
| 32        | Belgio         | 0   | 0   | 1   | 1      |
|           | Liechtenstein  | 0   | 0   | 1   | 1      |
|           | Jugoslavia     | 0   | 0   | 1   | 1      |
| Totale    | Totale         | 424 | 416 | 405 | 1244   |

## Atleti plurimedagliati
I seguenti dati si basano sulle pubblicazioni ufficiali delle varie edizioni dei Giochi paralimpici  dal sito del IPC, si precisa tuttavia che, per quel che concerne le edizioni fino al 1984, i dati ufficiali non presentavano i dati completi della composizione delle squadre o delle staffette. 
| Pos. | Atleta               | Nazione        | Gen. |    |   |   | Tot. |
| ---- | -------------------- | -------------- | ---- | -- | - | - | ---- |
| 1    | Gerd Schönfelder     | Germania       | M    | 16 | 4 | 2 | 22   |
| 2    | Reinhild Möller      | Germania Ovest | F    | 16 | 2 | 1 | 19   |
| 3    | Rolf Heinzmann       | Svizzera       | M    | 12 | 2 | 0 | 14   |
| 4    | Sarah Will           | Stati Uniti    | F    | 12 | 1 | 0 | 13   |
| 5    | Lauren Woolstencroft | Canada         | F    | 8  | 1 | 1 | 10   |
| 6    | Sarah Billmeier      | Stati Uniti    | F    | 7  | 5 | 1 | 13   |
| 7    | Nancy Gustafson      | Stati Uniti    | F    | 7  | 1 | 0 | 8    |
| 8    | Martin Braxenthaler  | Germania       | M    | 7  | 0 | 1 | 8    |
| 9    | Hans Burn            | Svizzera       | M    | 6  | 5 | 3 | 14   |
| 10   | Greg Mannino         | Stati Uniti    | M    | 6  | 4 | 2 | 12   |
| 11   | Bernard Baudean      | Francia        | M    | 6  | 4 | 1 | 11   |
| 12   | Michael Milton       | Australia      | M    | 6  | 3 | 2 | 11   |
| 13   | Tristan Mouric       | Francia        | M    | 6  | 3 | 1 | 10   |
| 14   | Josef Meusburger     | Austria        | M    | 6  | 2 | 0 | 8    |
| 15   | Cato Zahl Pedersen   | Norvegia       | M    | 6  | 1 | 0 | 7    |
| 16   | Brian Santos         | Stati Uniti    | M    | 6  | 0 | 0 | 6    |